# Jørgen Løvland
Jørgen Gunnarsson Løvland (ur. 3 lutego 1848 w Evje, zm. 21 sierpnia 1922 w Christianii) – norweski polityk, premier.
Jørgen Gunnarsson Løvland był ministrem pracy w latach 1898–1899, 1900–1902 i 1902–1903, członkiem Rady Stanu Division w Sztokholmie 1899–1900, premierem w Sztokholmie w 1905, ministrem spraw zagranicznych w 1905 i 1905–1907, premierem i ministrem spraw zagranicznych 1907–1908 oraz ministrem edukacji i spraw kościelnych 1915–1920. Przewodniczący Norweskiego Komitetu Noblowskiego w latach 1901–1922.